# S/S Norrkulla
S/S Norrkulla är ett finländskt ångdrivet passagerafartyg, som byggdes 1911 av Tehtaat Lehtoniemi & Taipale Fabriker i Joroisför Ångbåts Ab Nagu i Åbo.
S/S Norrkulla trafikerade först Åbo skärgård med rutten Åbo - Harlax - Mustfinnö - Prostvik - Pensar - Kirjais - Berghamn - Nötö - Nagu. Efter det att företaget gått i konkurs, såldes hon på exekutiv auktion i maj 1915. Hon rekvirerades därefter av ryska staten för att 1918 köpas av Norrkulla Ab i Helsingfors. Hon förlängdes 1919 och trafikerade därefter Helsingfors skärgård, för att 1938-75 gå som last- och passagerarfartyg i Säminge skärgård i Saimen.
Hon går idag i chartertrafik med Helsingfors som hemmahamn.